# Jan Eriksson
Jan Jonas Jakob "Janne" Eriksson (* 24. srpna 1967, Sundsvall) je bývalý švédský fotbalista, obránce. Se švédskou reprezentací získal bronz na mistrovství Evropy v roce 1992. Zúčastnil se také mistrovství světa v roce 1990. Byl nominován i na světový šampionát v USA roku 1994, ale musel tým těsně před šampionátem opustit kvůli zranění a byl nahrazen Teddy Lucicem. Za národní tým nastupoval v letech 1990–1994, odehrál v něm 35 utkání, v nichž vstřelil 4 branky. Hrál za IFK Sundsvall (1985–1986), AIK Stockholm (1987–1990, 1994–1995), IFK Norrköping (1991–1992), 1. FC Kaiserslautern (1992–1994), Servette Ženeva (1995–1996), Helsingborgs IF (1996), Sunderland AFC (1997–1998) a Tampa Bay Mutiny (1998–1999). S Norrköpingem získal v roce 1991 švédský pohár. V roce 1992 byl vyhlášen švédským fotbalistou roku (v anketě Guldbollen).